# Elatine gratioloides
Elatine gratioloides är en slamkrypeväxtart som beskrevs av Cunn.. Elatine gratioloides ingår i släktet slamkrypor, och familjen slamkrypeväxter. Inga underarter finns listade i Catalogue of Life.